# 고전 신화
고전 신화 또는 그리스 로마 신화는 그리스 신화와 로마 신화를 두루 일컫는 말이다. 철학, 정치 사상과 함께 후기 서구 문화 전반에 걸쳐 고전 고대의 주요 잔존물 중 하나이다. 그리스어 '미토스'(mythos)는 말한 단어나 연설을 의미하지만 이야기, 이야기 또는 내러티브를 의미하기도 한다.
서력기원 전 마지막 2세기 동안 로마가 그리스를 정복했을 때부터 그 이후 수세기 동안, 이미 자신만의 신을 갖고 있던 로마인들은 자신의 로마(라틴어) 이름을 보존하면서 신들을 위해 그리스인에게서 직접 많은 신화적 이야기를 채택했다. 그 결과, 많은 로마와 그리스 신들의 행동은 스토리텔링과 문학에서 동등해졌다. 예를 들어, 로마의 하늘 신 유피테르(Jupiter 또는 Jove)는 그리스의 신 제우스(Zeus)와 동일시되었다. 로마의 다산 여신 비너스와 그리스 여신 아프로디테; 그리고 로마의 바다 신 넵튠과 그리스 신 포세이돈이 있다.
라틴어는 중세와 르네상스 시대에도 유럽에서 지배적인 언어로 남아 있었는데, 이는 주로 로마 제국의 광범위한 영향 때문이었다. 이 기간 동안 신화적 이름은 거의 항상 라틴어 형식으로 나타났다. 그러나 19세기에는 그리스식 이름이나 로마식 이름을 사용하는 방향으로 전환되었다. 예를 들어, "제우스"와 "유피테르"는 둘 다 그 세기에 고전 판테온의 최고 신의 이름으로 널리 사용되었다.

## 같이 보기
- 고전 신화 속 성소수자 주제
- 그리스 신화
- 원시 인도유럽 신화
- 서양고전학
- 그리스 신화와 서양 예술
- 원시 인도유럽 신화
- 분류:그리스 신화를 바탕으로 한 작품